# Spilosoma sangaicum
Spilosoma sangaicum là một loài bướm đêm thuộc phân họ Arctiinae, họ Erebidae.